# 莫斯山
47°0′0″N 10°45′0″E / 47.00000°N 10.75000°E

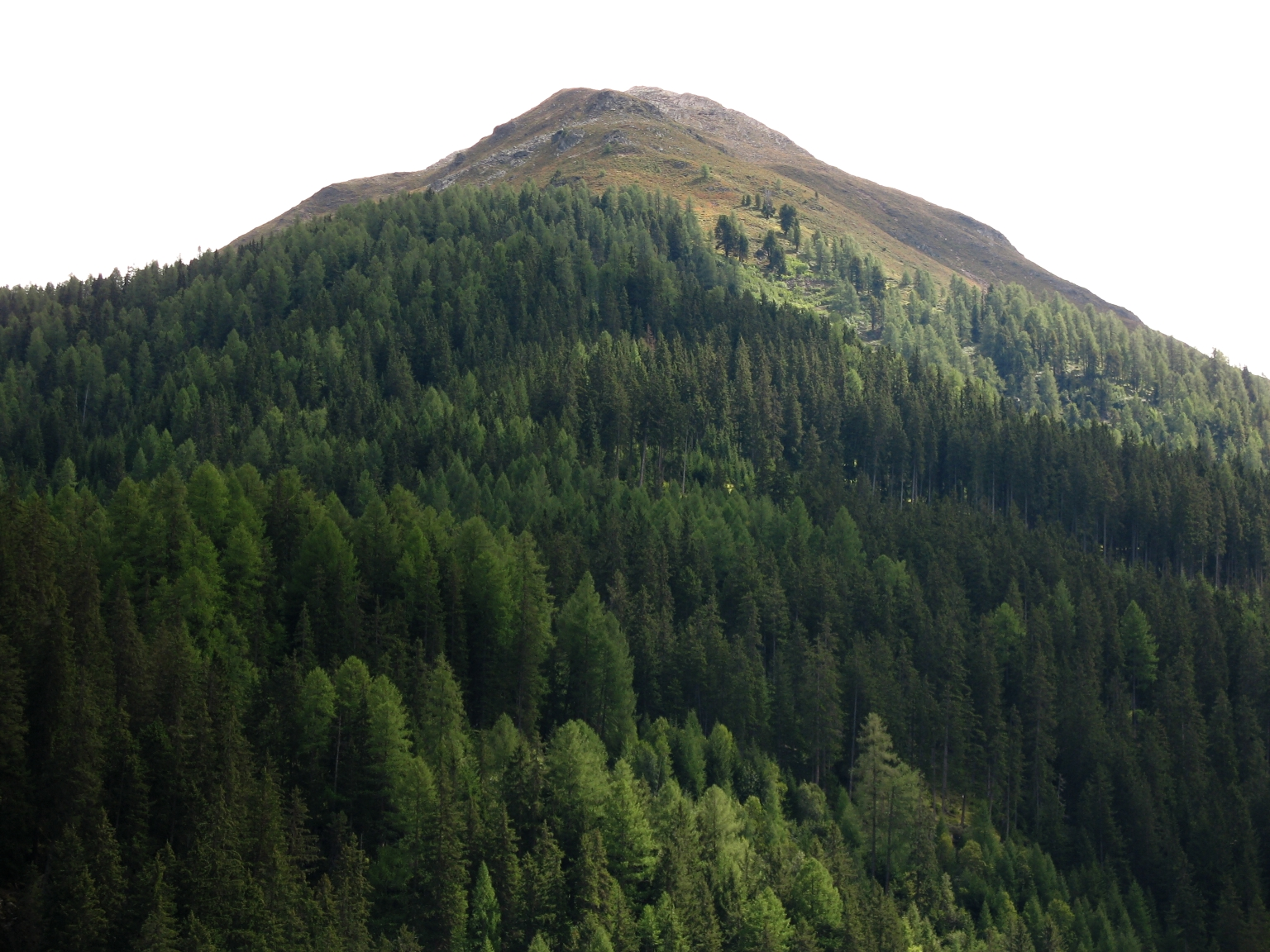

莫斯山（德語：Mooskopf），是奧地利的山峰，位於該國西部蒂羅爾州，由蘭德克縣負責管轄，屬於奧茨塔爾阿爾卑斯山脈的一部分，海拔高度2,532米。